# Journal of High Energy Physics
Das Journal of High Energy Physics (J. High Energ. Phys., Zeitschrift für Hochenergiephysik) ist eine begutachtete wissenschaftliche Fachzeitschrift, die das Feld der Hochenergiephysik abdeckt. Es existiert seit 1997 und wird von Springer Science+Business Media im Auftrag der International School for Advanced Studies herausgegeben. Die Zeitschrift publizierte früher auch Konferenzberichte, die nun in den Proceedings of Science veröffentlicht werden. Der Impact Factor für 2011 betrug 5.831. 

## Daten
- LCCN sn98-052202
- OCLC 637672365